# Краснопілля (зупинний пункт)
Краснопі́лля — колишній роз'їзд, згодом зупинний пункт Конотопської дирекції Південно-західної залізниці, між станціями Алтинівка (11 км) та Короп (12 км).
Розташований у селі однойменному селі Новгород-Сіверського району Чернігівської області.
До травня 2013 року (введення нового розкладу) зі станції Конотоп курсував приміський поїзд.

## Історія
У листопаді 1992 року було збудовано гілку від Алтинівки до Коропа трасою розібраної 1922 року вузькоколійної залізниці.
Тоді ж було відкрито залізничну платформу. Роз'їзд «Краснопілля» був побудований за рахунок коштів сільськогосподарських та промислових підприємств району і передана Укрзалізниці безкоштовно.[джерело?]
У 2024 році закритий разом з усією дільницею Алтинівка — Короп.